# Krautergersheim
Krautergersheim (Krüterrische en alsacien) est une commune française située dans la circonscription administrative du Bas-Rhin et, depuis le 1er janvier 2021, dans le territoire de la Collectivité européenne d'Alsace, en région Grand Est.
Cette commune se trouve dans la région historique et culturelle d'Alsace.
Ses habitants sont appelés les Chouvilloises et les Chouvillois, en référence au chou à choucroute (Kraut en allemand, krüt en alsacien), choucroute dont la commune est la capitale.

## Géographie

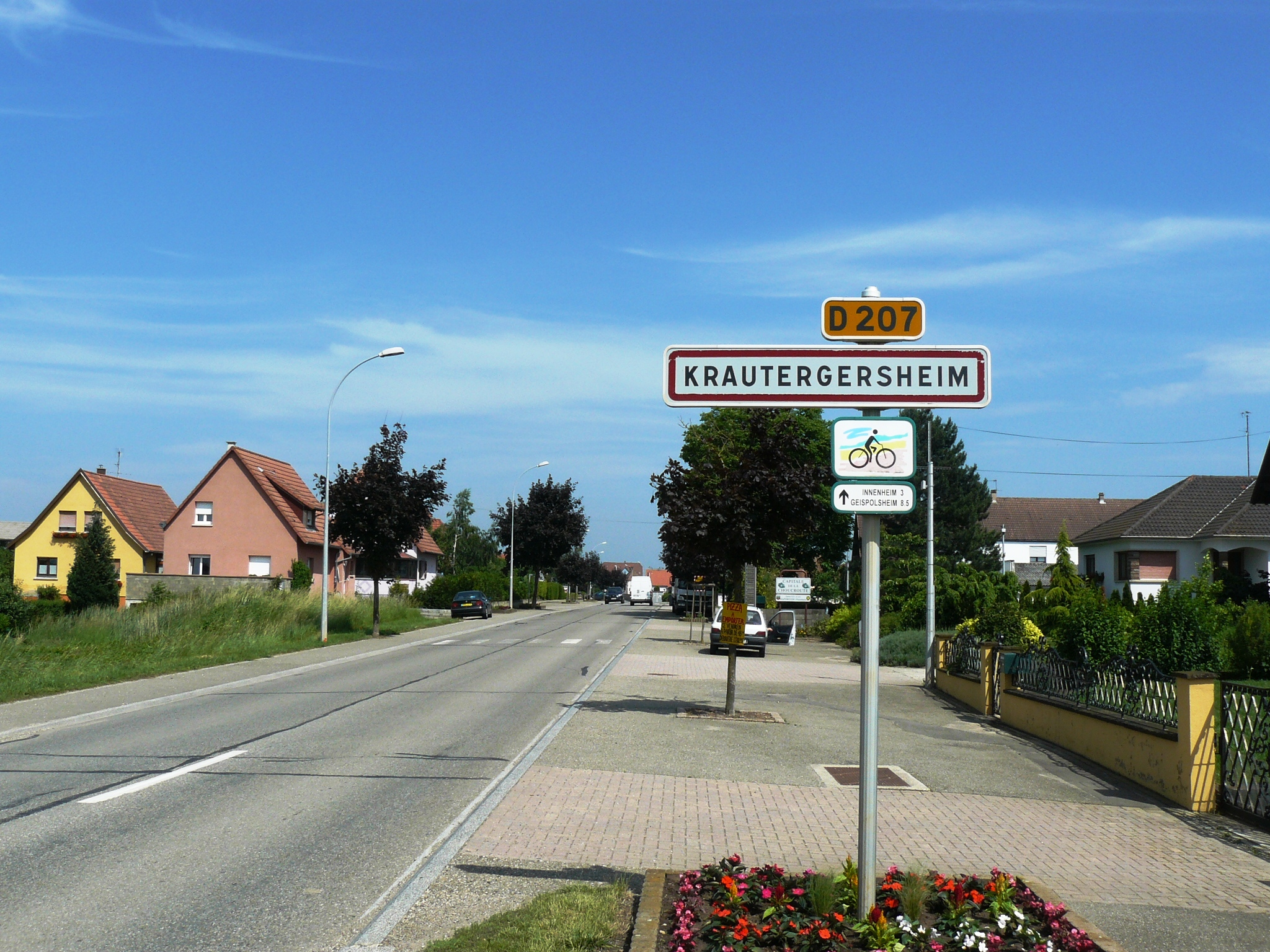
Entrée du village de Krautergersheim.

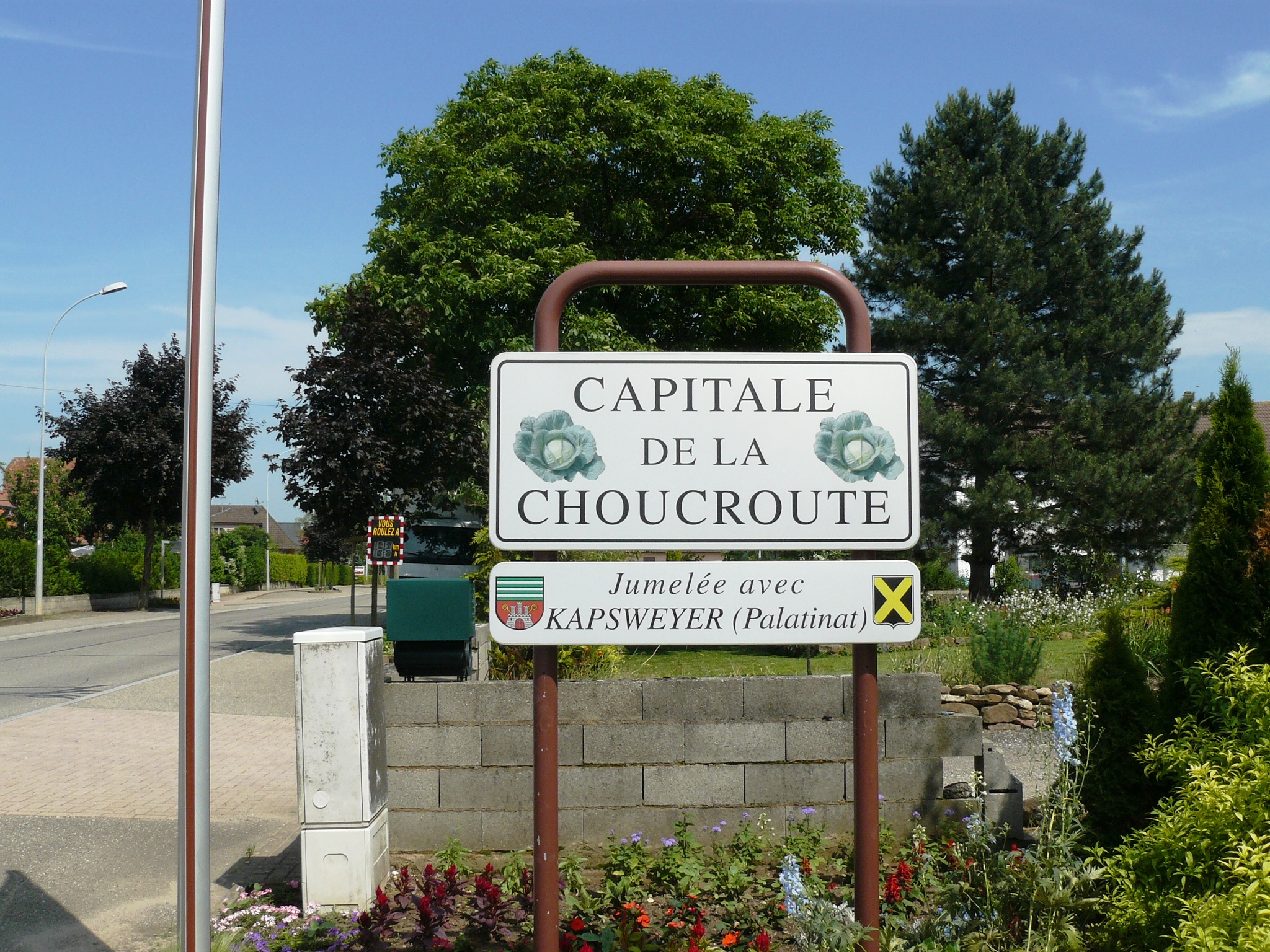
Panneaux rappelant le jumelage du village.

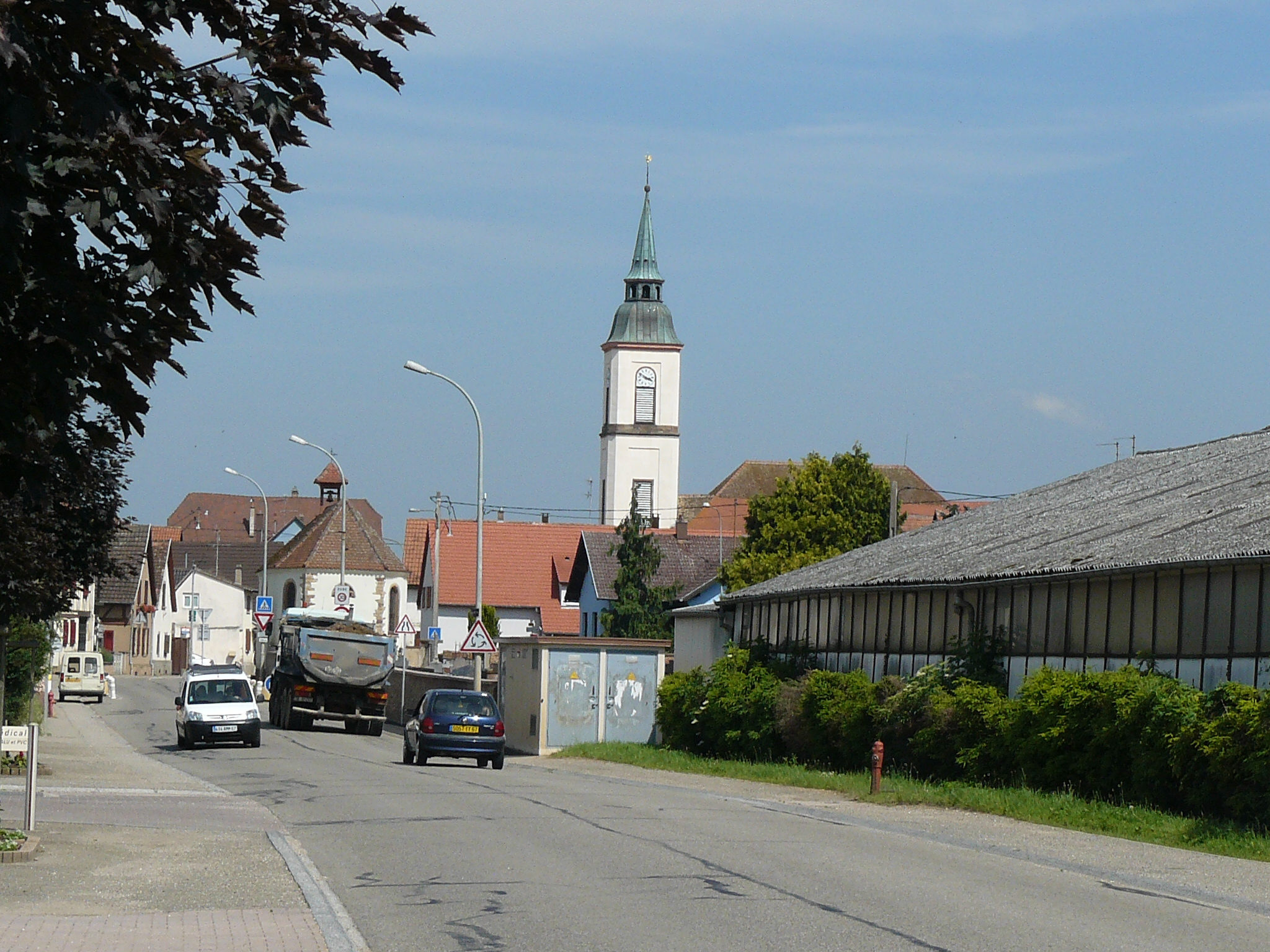
La rue principale du village.

Krautergersheim est située dans l'arrondissement de Sélestat-Erstein et dans le canton d'Obernai. Le village est situé à proximité de la voie rapide A35 en direction de Barr et Strasbourg. Il existe deux principaux terroirs :
- à l'ouest, les terrasses lœssiques portent de riches cultures vivrières : les choux, la pomme de terre et le maïs ;
- à l'est, le Bruch de l'Andlau, pays des prairies humides, des forêts, des landes humides, mais aussi de la culture du chanvre et du lin.

Les habitants sont appelés les Chouvillois et les Chouvilloises. La commune occupe une superficie de 6,4 km2. Les villages les plus proches sont Meistratzheim, Innenheim, Hindisheim.

### Cours d'eau
- L'Ehn (autrefois Ergers).

|         | Bischoffsheim   |            |
| Obernai | Krautergersheim | Hindisheim |
|         | Meistratzheim   |            |

### Hydrographie

#### Réseau hydrographique
La commune est dans le bassin versant du Rhin au sein du bassin Rhin-Meuse. Elle est drainée par le ruisseau l'Ehn, le ruisseau le Vieil Ergelsenbach, le canal de l'Ehn, la Fosse Hattermattgraben et le ruisseau Neumattgraben,.
L'Ehn, d'une longueur de 36 km, prend sa source dans la commune de Ottrott et se jette  dans l'Ill à Geispolsheim, après avoir traversé dix communes. Les caractéristiques hydrologiques de l'Ehn sont données par la station hydrologique située sur la commune de Niedernai. Le débit moyen mensuel est de 0,481 m3/s. Le débit moyen journalier maximum est de 12,9 m3/s, atteint lors de la crue du 15 février 1990. Le débit instantané maximal est quant à lui de 16,6 m3/s, atteint le même jour.
Le Vieil Ergelsenbach, d'une longueur de 13 km, prend sa source dans la commune de Meistratzheim et se jette  dans l'Ehn à Geispolsheim, après avoir traversé huit communes. 

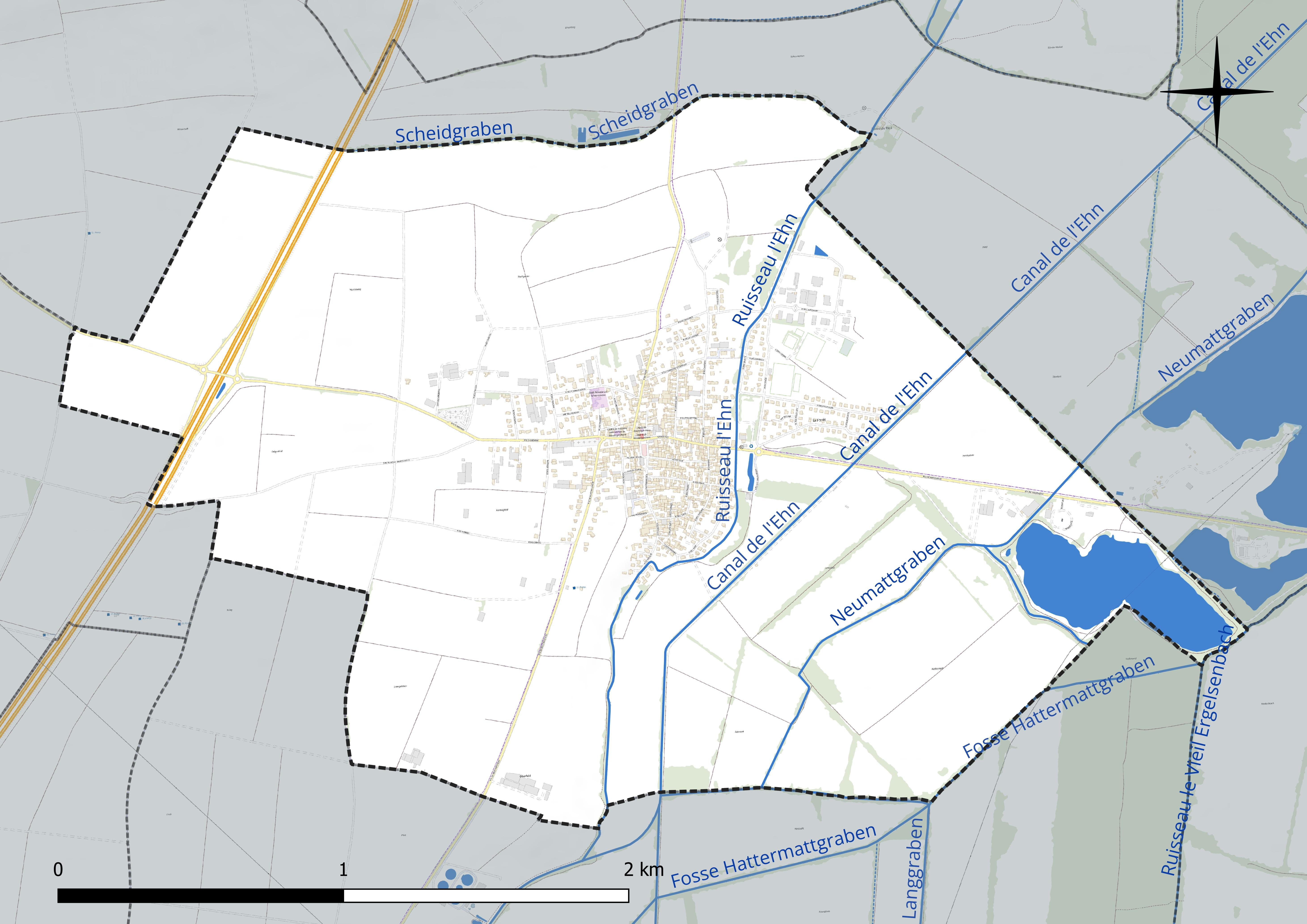
Réseau hydrographique de Krautergersheim.

#### Gestion et qualité des eaux
Le territoire communal est couvert par le schéma d'aménagement et de gestion des eaux (SAGE) « Ill Nappe Rhin ». Ce document de planification concerne la nappe phréatique rhénane, les cours d'eau de la plaine d'Alsace et du piémont oriental du Sundgau, les canaux situés entre l'Ill et le Rhin et les zones humides de la plaine d'Alsace. Le périmètre s’étend sur 3 596 km2. Il a été approuvé le 17 janvier 2005. La structure porteuse de l'élaboration et de la mise en œuvre est la région Grand Est. 
La qualité des cours d’eau peut être consultée sur un site dédié géré par les agences de l’eau et l’Agence française pour la biodiversité. 

### Climat
Pour des articles plus généraux, voir Climat du Grand Est et Climat du Bas-Rhin.
En 2010, le climat de la commune est de type climat des marges montargnardes, selon une étude du Centre national de la recherche scientifique s'appuyant sur une série de données couvrant la période 1971-2000. En 2020, Météo-France publie une typologie des climats de la France métropolitaine dans laquelle la commune est exposée à un climat semi-continental et est dans une zone de transition entre les régions climatiques « Vosges » et « Alsace ». 
Pour la période 1971-2000, la température annuelle moyenne est de 10,8 °C, avec une amplitude thermique annuelle de 17,9 °C. Le cumul annuel moyen de précipitations est de 616 mm, avec 7,8 jours de précipitations en janvier et 9,9 jours en juillet. Pour la période 1991-2020, la température moyenne annuelle observée sur la station météorologique de Météo-France la plus proche, « Strasbourg-Entzheim », sur la commune d'Entzheim à 8 km à vol d'oiseau, est de 11,4 °C et le cumul annuel moyen de précipitations est de 635,7 mm. 
La température maximale relevée sur cette station est de 38,9 °C, atteinte le 25 juillet 2019 ; la température minimale est de −23,6 °C, atteinte le 23 janvier 1942,,. 
Les paramètres climatiques de la commune ont été estimés pour le milieu du siècle (2041-2070) selon différents scénarios d'émission de gaz à effet de serre à partir des nouvelles projections climatiques de référence DRIAS-2020. Ils sont consultables sur un site dédié publié par Météo-France en novembre 2022.

## Urbanisme

### Typologie
Au 1er janvier 2024, Krautergersheim est catégorisée bourg rural, selon la nouvelle grille communale de densité à sept niveaux définie par l'Insee en 2022.
Elle est située hors unité urbaine. Par ailleurs la commune fait partie de l'aire d'attraction de Strasbourg (partie française), dont elle est une commune de la couronne,. Cette aire, qui regroupe 268 communes, est catégorisée dans les aires de 700 000 habitants ou plus (hors Paris),.

### Occupation des sols
L'occupation des sols de la commune, telle qu'elle ressort de la base de données européenne d’occupation biophysique des sols Corine Land Cover (CLC), est marquée par l'importance des territoires agricoles (82,5 % en 2018), en diminution par rapport à 1990 (86,1 %). La répartition détaillée en 2018 est la suivante : 
terres arables (50,5 %), zones agricoles hétérogènes (32 %), zones urbanisées (12,9 %), eaux continentales (3,3 %), mines, décharges et chantiers (1,3 %). L'évolution de l’occupation des sols de la commune et de ses infrastructures peut être observée sur les différentes représentations cartographiques du territoire : la carte de Cassini (XVIIIe siècle), la carte d'état-major (1820-1866) et les cartes ou photos aériennes de l'IGN pour la période actuelle (1950 à aujourd'hui).

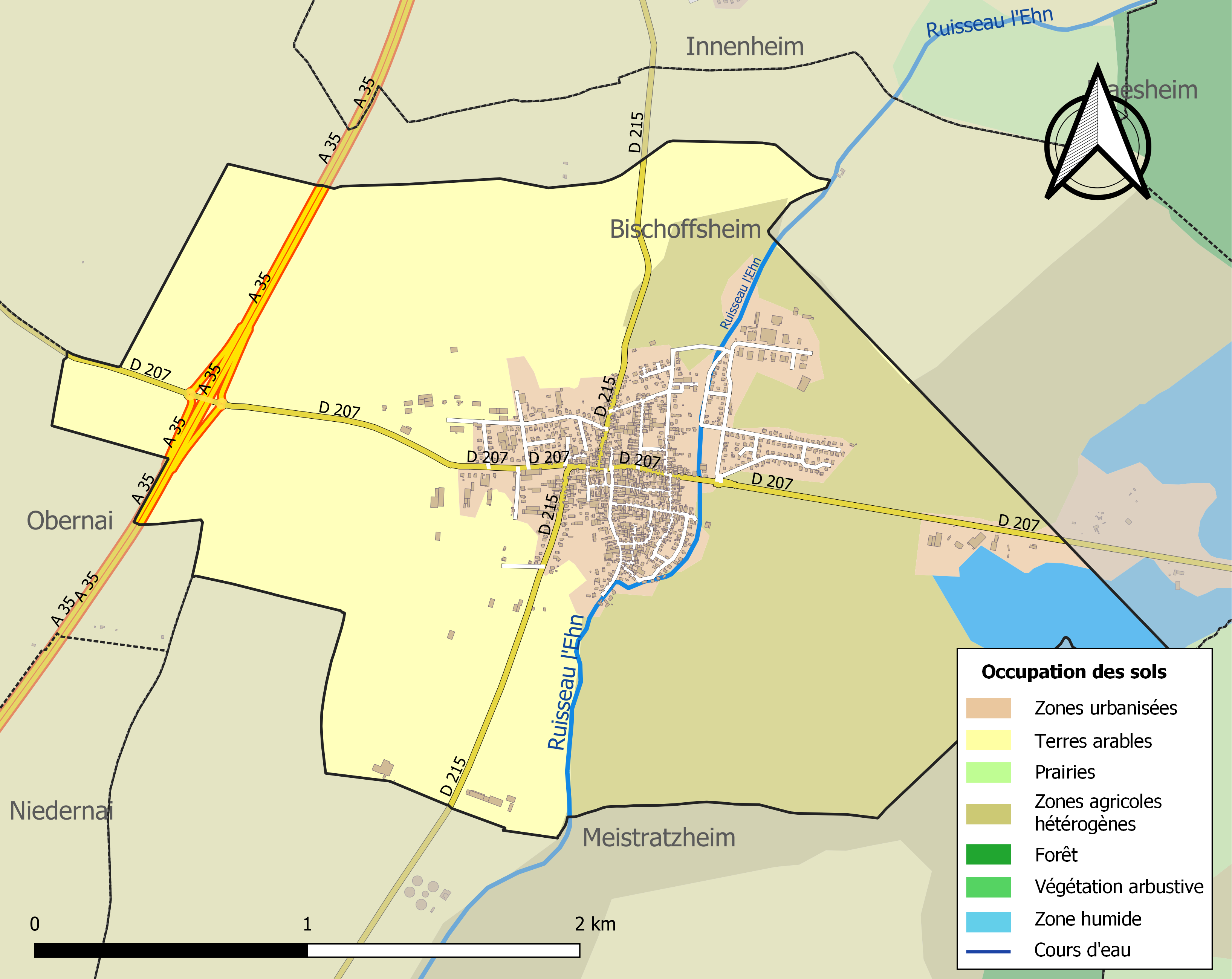
Carte des infrastructures et de l'occupation des sols de la commune en 2018 (CLC).

## Toponymie
Le nom du village provient, selon l'humaniste Wimpheling, de l'ajout de l'alsacien Krüt « chou » (alémanique Krüt, allemand Kraut) à Ergersheim, pour le distinguer alors d'une localité homonyme proche de Molsheim. L'ancien village s'explique quant à lui par l'hydronyme Ergers, suivi de l'appellatif -heim, signifiant « foyer, village »

## Histoire
Les vestiges de la civilisation romaine et des tombes mérovingiennes attestent de l'occupation du site de Krautergersheim. Par la suite, ce sont les Alamans qui se fixent aux alentours des VIe et VIIe siècles. Des actes écrites mentionnent la possession du village par diverses abbayes : en 735 par l'abbaye de Murbach, en 778 du l'abbaye de Hohenbourg (Mont Sainte-Odile) et en 1050 par l'abbaye de Baumgarten.
Le village sera dévasté en 1587 lors des guerres de Religion ; il est incendié par des mercenaires de passage. Durant la guerre de Trente Ans, les troupes du général Ernst von Mansfeld au service des protestants pillent et saccagent les églises et les abbayes, maltraitant les paysans, et brûlant le village. En 1632, ce sont les Suédois du roi Gustave II Adolphe, venus au secours des protestants allemands, qui pénètrent en Alsace, occupant toutes les villes fortifiées dont Benfeld  et mettent à sac Krautergersheim. En 1634, deux ans après la mort de leur roi, les Suédois quittent l’Alsace, mais leur souvenir demeure fortement enraciné dans la mémoire collective. À partir du XIVe siècle, plusieurs familles seigneuriales se partagent le village. La famille Berckheim possède un château qui sera acheté plus tard par Bernard-Frédéric de Turckheim et son épouse Lili Schoenemann - l'amour de Goethe. Au début du XVIe siècle, le préfixe Kraut est ajouté au nom de la localité pour la distinguer de son homonyme, situé à proximité de Molsheim le village témoigne de l'ancienneté de la culture intensive du chou et de la fabrication de la choucroute. Lors de la chute de l'Empire, des unités autrichiennes occupent Krautergersheim durant trois années.
Les activités du village se partagent entre la culture de la pomme de terre, la fabrication industrielle de la choucroute, l'industrie du bâtiment et un fort secteur artisanal et commercial.

### Fête de la choucroute
La commune, qui se proclame « capitale de la choucroute» (Kraut signifie chou en alémanique), organise chaque année sa « fête de la choucroute » le dernier week-end de septembre et le premier week-end d’octobre.
La fête débute traditionnellement le samedi soir avec une dégustation de choucroute et de la musique avec un orchestre alsacien installé sur la Place des fêtes de Krautergersheim. La fête se prolonge ensuite le dimanche avec nombreuses animations, dont un cortège de chars et des groupes folkloriques dans les rues, suivi par plusieurs milliers de personnes.
En raison de la crise sanitaire liée à la pandémie de COVID-19, cette fête a cependant été annulée deux années de suite, en 2020 et 2021.

### Héraldique
| Blason de Krautergersheim | Blason  | De sable au sautoir d'or. |
| Blason de Krautergersheim | Détails |                           |

## Démographie
L'évolution du nombre d'habitants est connue à travers les recensements de la population effectués dans la commune depuis 1793. Pour les communes de moins de 10 000 habitants, une enquête de recensement portant sur toute la population est réalisée tous les cinq ans, les populations de référence des années intermédiaires étant quant à elles estimées par interpolation ou extrapolation. Pour la commune, le premier recensement exhaustif entrant dans le cadre du nouveau dispositif a été réalisé en 2004.

En 2022, la commune comptait 1 767 habitants, en évolution de +6,32 % par rapport à 2016 (Bas-Rhin : +3,17 %, France hors Mayotte : +2,11 %).
| 1793 | 1800  | 1806  | 1821  | 1831  | 1836  | 1841  | 1846  | 1851  |
| ---- | ----- | ----- | ----- | ----- | ----- | ----- | ----- | ----- |
| 959  | 1 153 | 1 077 | 1 277 | 1 264 | 1 287 | 1 208 | 1 300 | 1 325 |

| 1856  | 1861  | 1866  | 1871  | 1875  | 1880  | 1885  | 1890  | 1895  |
| ----- | ----- | ----- | ----- | ----- | ----- | ----- | ----- | ----- |
| 1 326 | 1 288 | 1 303 | 1 356 | 1 387 | 1 423 | 1 406 | 1 417 | 1 382 |

| 1900  | 1905  | 1910  | 1921  | 1926  | 1931  | 1936  | 1946  | 1954  |
| ----- | ----- | ----- | ----- | ----- | ----- | ----- | ----- | ----- |
| 1 397 | 1 415 | 1 381 | 1 258 | 1 190 | 1 161 | 1 187 | 1 189 | 1 114 |

| 1962  | 1968  | 1975  | 1982  | 1990  | 1999  | 2004  | 2006  | 2009  |
| ----- | ----- | ----- | ----- | ----- | ----- | ----- | ----- | ----- |
| 1 102 | 1 086 | 1 043 | 1 303 | 1 388 | 1 590 | 1 584 | 1 591 | 1 650 |

| 2014  | 2019  | 2022  | - | - | - | - | - | - |
| ----- | ----- | ----- | - | - | - | - | - | - |
| 1 706 | 1 715 | 1 767 | - | - | - | - | - | - |

population provisoire pour 2004 : 1 584

## Lieux et monuments

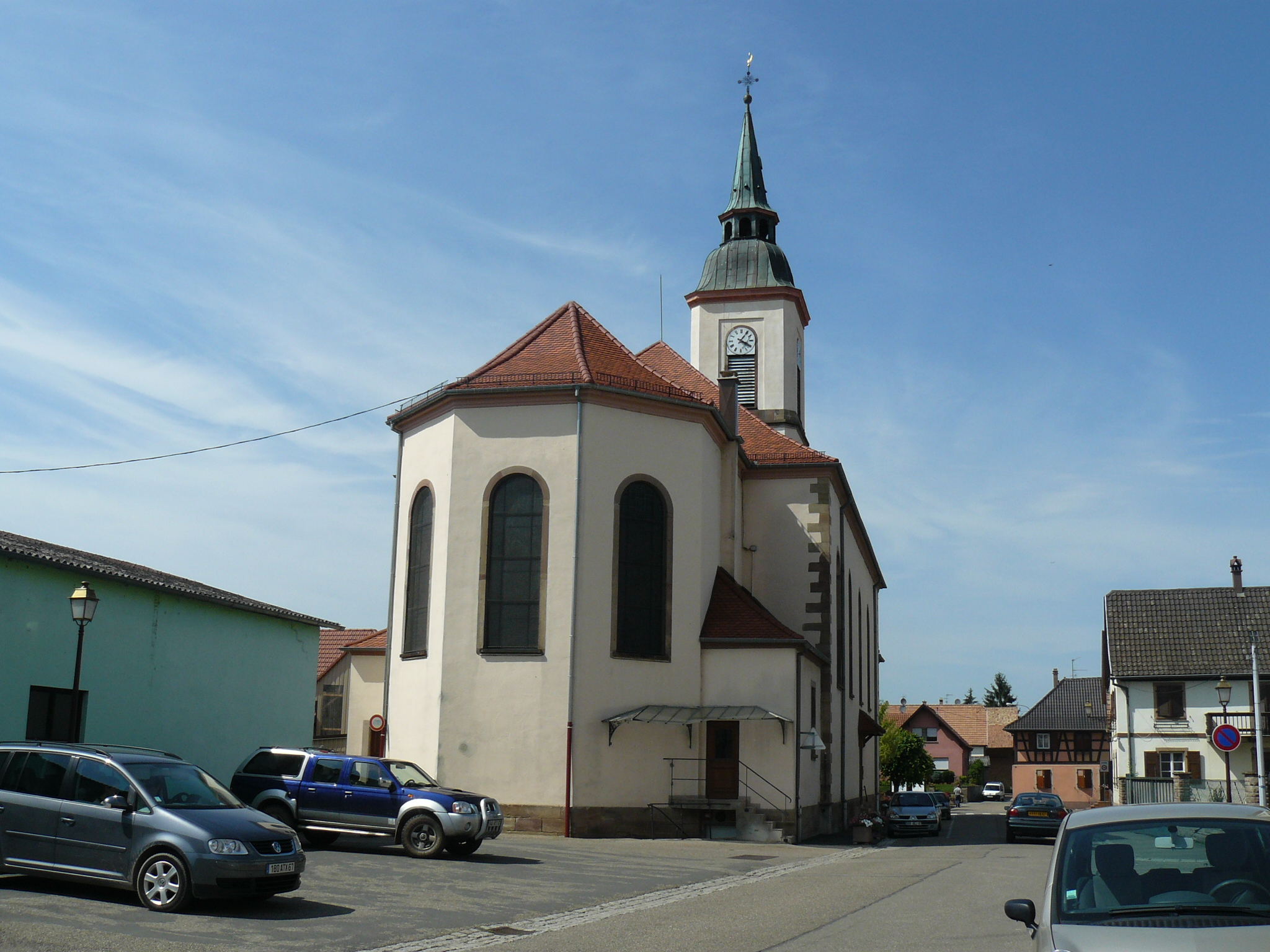
Église Saint-Epvre (1815).

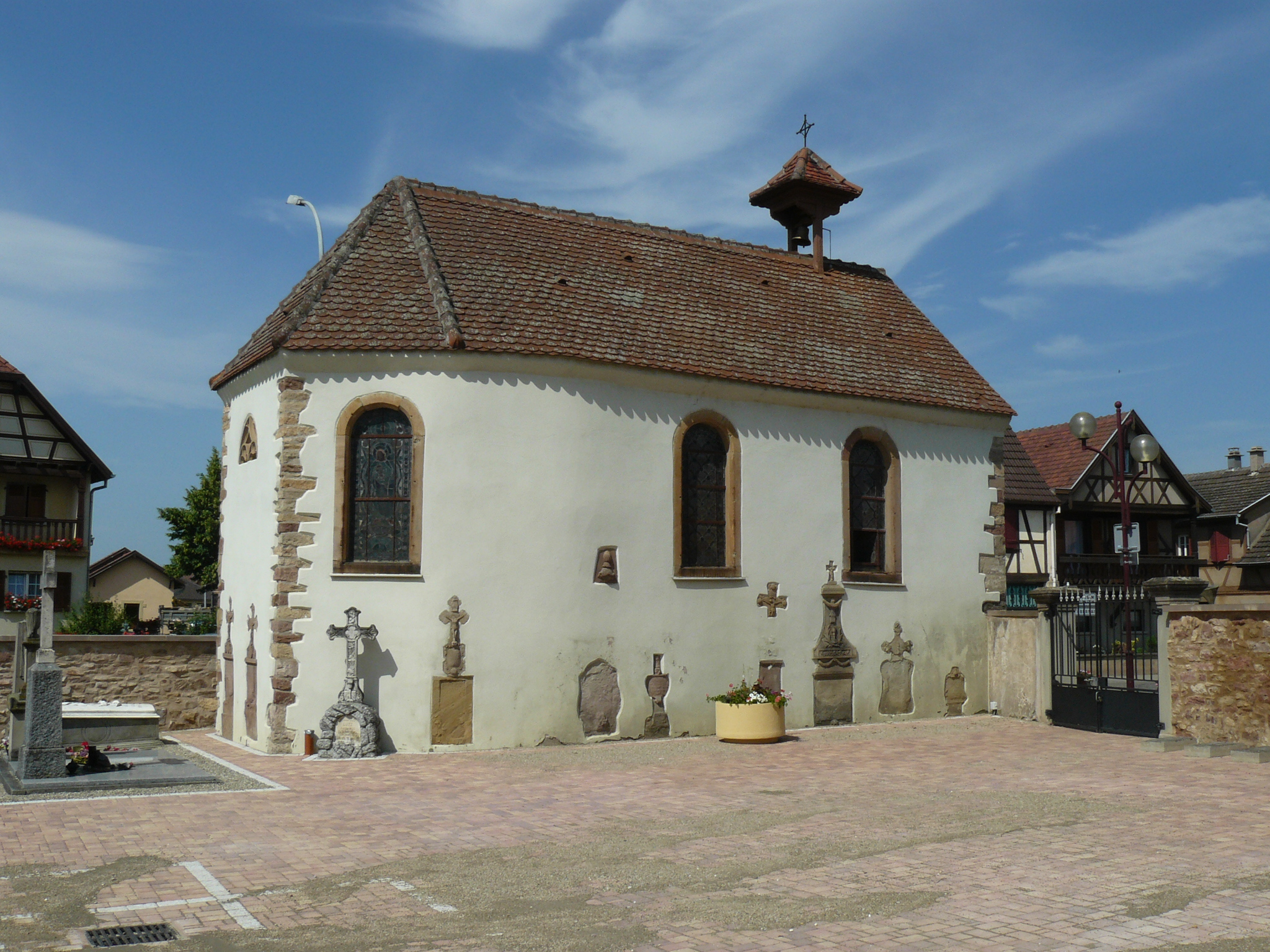
Chapelle du cimetière (1851).

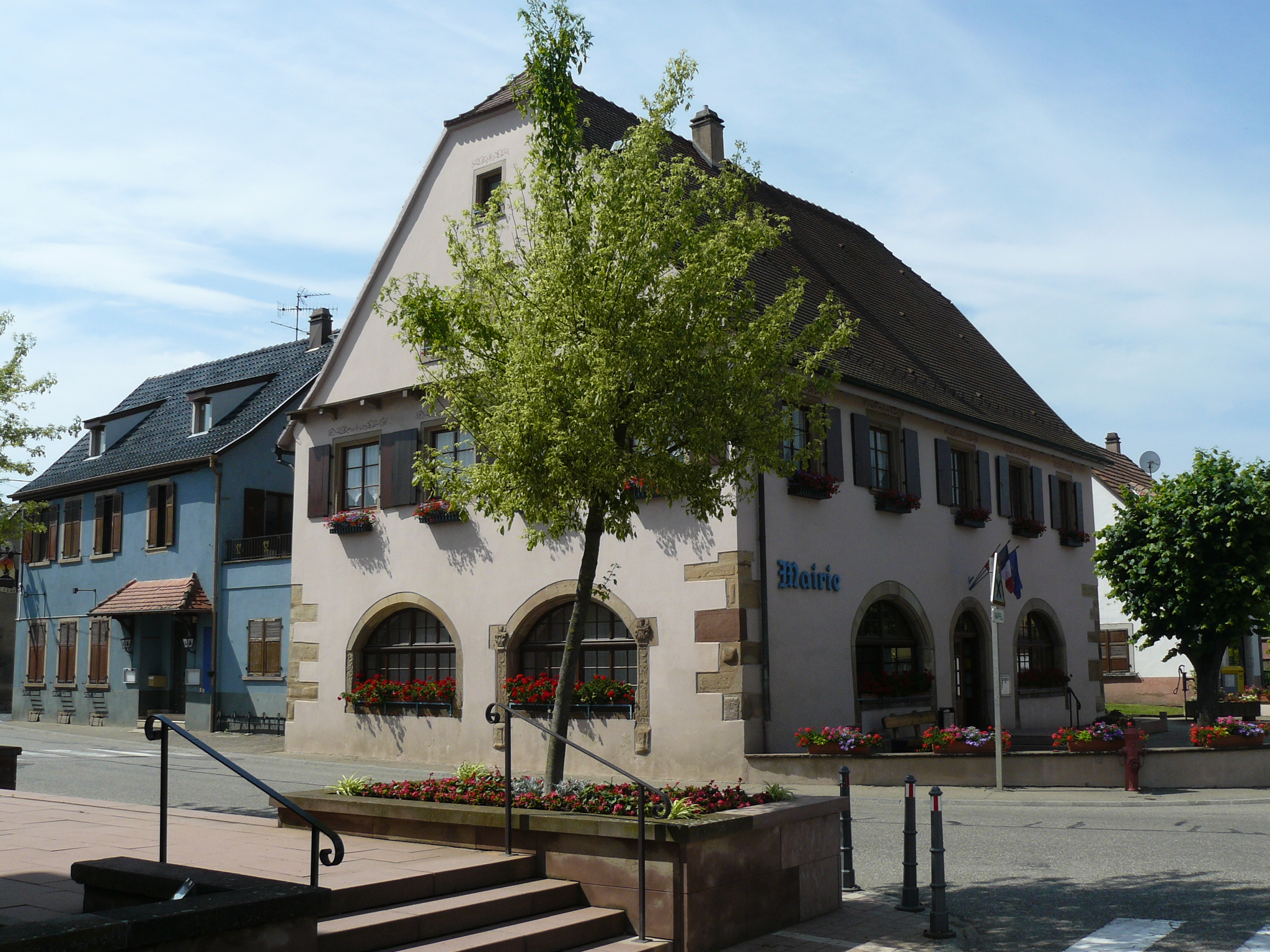
Mairie de Krautergersheim.

### Église Saint-Epvre
Saint Epvre est évêque de Toul vers 500-507. Selon la tradition orale, il chasserait les serpents venimeux du ban de la commune. L'église est construite en remplacement d'un édifice devenu trop petit. Le saint dédicataire est représenté sur le vitrail central du chœur entouré de serpents. L'église abrite deux autels latéraux du XVIIIe siècle, vestiges de l'ancien édifice, une statue de la Vierge à l'Enfant également du XVIIIe siècle, un chemin de croix datant de 1832 et un orgue Stiehr-Mockers (restauré par Daniel Kern en 2014) depuis 1861. Le clocher surmonté d'une flèche en 1902, abrite trois cloches, bénies en 1851 ; la plus importante porte le nom de saint Epvre, elle est remplacée en 1939. Les fonts baptismaux, autrefois entreposés dans la grange du presbytère, sont réintégrés en 1983.

### Chapelle du cimetière
Construite avec des éléments gothiques provenant d'une chapelle-crypte datée de 1559, cette chapelle est située sur l'ancien domaine de la famille Berckheim-Türckheim. Les murs extérieurs sont incrustés d'anciennes pierres tombales.

### Chapelle centrale (1590-1815)
Cette chapelle centrale à Krautergersheim est édifiée à l'endroit de l'ancienne église du village, construite à l'intérieur du fief des Berckheim, sans doute après l'incendie de 1587.
C’est en effet le seul lieu où, en cas d’incursion militaire, la population peut se réfugier avec le bétail. Menaçant ruine, l’église est  alors remplacée par un nouvel édifice, construit en 1815. En 1831, à la mort du baron de Turckheim, le domaine est vendu à une société d’Obernai, qui le revend par lots.
Le château et l’ancienne église sont alors démolis. Seule la tour-chœur est conservée ; elle abrite les sépultures de Lili Schoenemann, le « grand amour de Gœthe », et de son mari, puis accueille le cercueil du préfet Adrien de Lezay-Marnesia de 1814 à 1853, date à laquelle son corps est transféré dans un caveau de la cathédrale de Strasbourg.
Transformée en chapelle privée, elle appartient désormais à la famille de Turckheim de Dachstein.

### Moulin (1713)
D'après l'inscription du millésime 1713 sur le linteau de la porte d'entrée également sculpté d'un emblème de meunier, le moulin actuel date de 1713 ; il figure sur les cartes du XVIIIe siècle

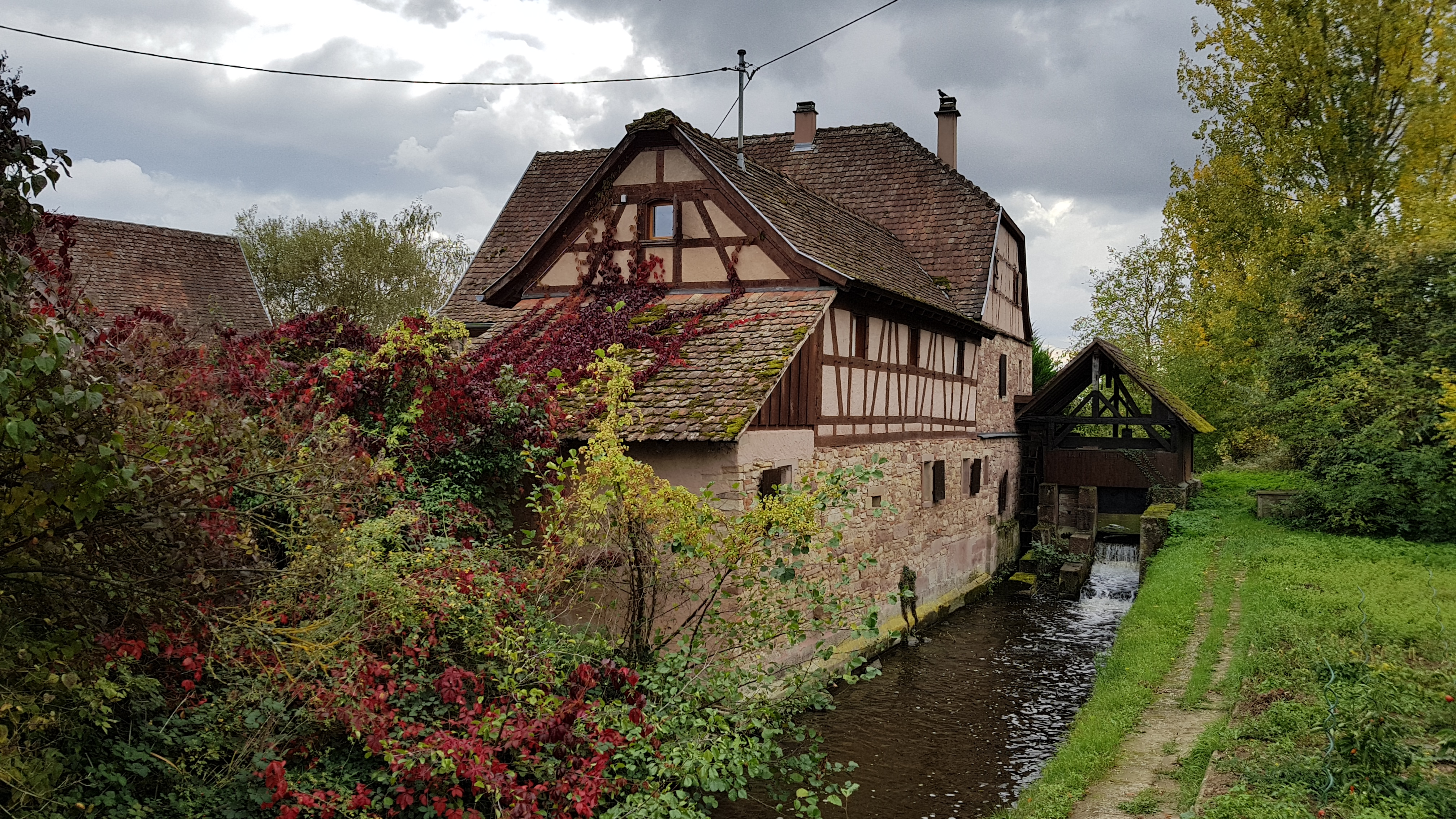
Le Moulin de Krautergersheim (1713).

Adresse : 49 rue du Moulin. Des deux moulins à Krautergersheim mentionnés au XVIIIe siècle, il ne subsiste que celui-ci, qui fonctionne jusqu’en 1905. La roue à aubes est entraînée par l'Ehn, qui coule le long du côté Ouest du Moulin.

### La Laube (mairie)
La Laube à Krautergersheim est une maison communale autour de laquelle la vie publique de la communauté villageoise s'organise à partir du XVIe siècle. Elle accueille les assemblées de notables et la justice y est rendue.
Le rez-de-chaussée servait autrefois de marché couvert ; l’une des arcades porte la date de 1566, une marque de tâcheron et un décor d’animaux et de feuillages. Le pignon est orné d’un cadran solaire du XVIe siècle.
La communauté villageoise possédait, à côté du blason officiel, une marque composée d’un chou et d’une betterave ; cet emblème était gravé sur les bornes délimitant le ban communal au XVIIIe siècle, comme l’atteste celle conservée devant la Laube.
Le bâtiment abrite une école de filles à partir de 1849, puis est transformé en mairie en 1982.

### Calvaire Wunderkritz
Sur la route de Hindisheim se situe s'WunderKritz ou s'ZiginerKritz, crucifix érigé pour le curé Jean-Georges Walter en 1752 et sculpté vraisemblablement par le maître anonyme dit « de la croix du cimetière d'Ebersmunster », puis déplacé par Rosalie Stoeffler à l'emplacement actuel en 1877.
Le curé ayant certainement contracté le paludisme, en rentrant de Hindisheim s'affaisse soudainement, terrassé par un accès de fièvre des marais, au lieu-dit Bornplatz ou Brunnenmatt. Alors le pauvre homme fait le vœu de faire ériger une croix si le Seigneur lui vient en aide. Peu après, il est relevé par des passants qui le transportent jusqu'à Krautergersheim. Plus tard, il tient promesse et fait construire la croix là où il est tombé.
La nouvelle de sa guérison miraculeuse se propage et la croix attire de nombreux pèlerins de Krautergersheim et des villages voisins. Ce crucifix passe pour guérir les maladies infantiles et pour protéger les animaux domestiques contre les maladies, notamment les chevaux, très nombreux dans le village. Il fera l'objet de dévotions jusqu'à une époque récente.

## Personnalités liées à la commune

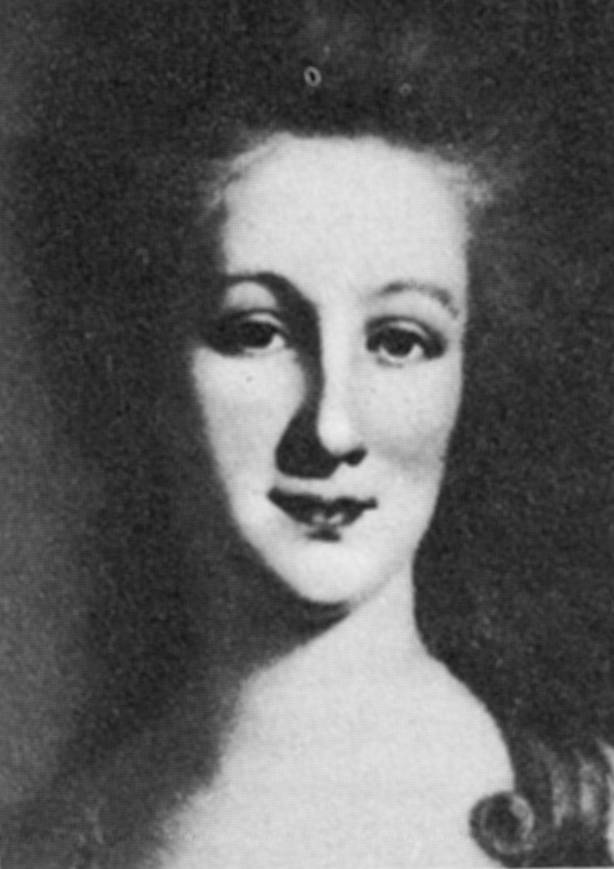
Lili Schoenemann
(v. 1780).

- Lili Schoenemann, le « grand amour » de Goethe, mais aussi celui de son époux Bernard-Frédéric de Turckheim, est morte à Krautergersheim.
- Fils de Lili Schoenemann, Henri de Turckheim (1789-1849), lieutenant-colonel de cavalerie, épouse Louise de Degenfeld, fille d’officier prussien, à Krautergersheim en 1826. Henri est l’aïeul direct de l’actrice et réalisatrice Charlotte de Turckheim.

## Galerie d'images

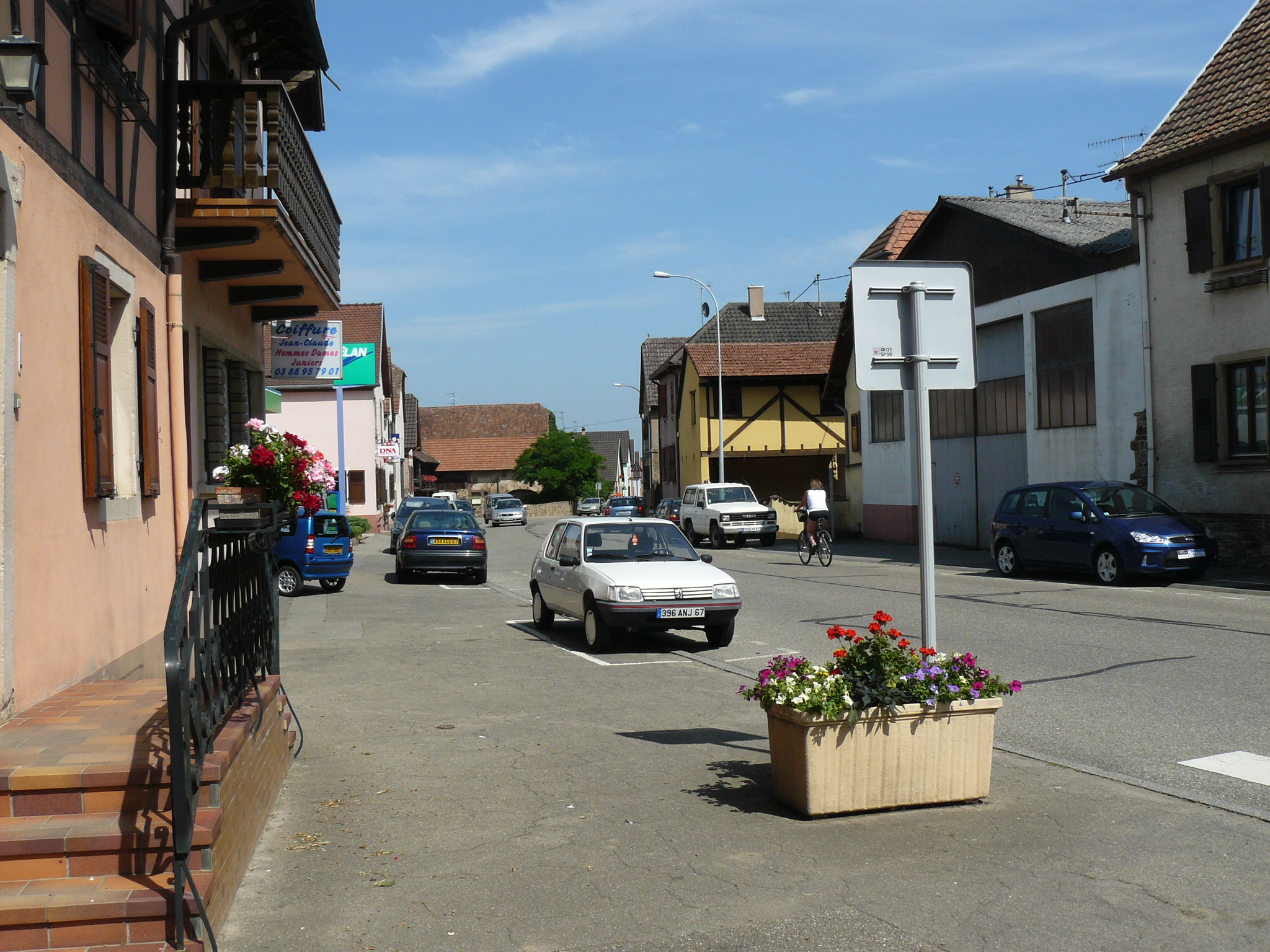
L'artère principale de Krautergersheim.
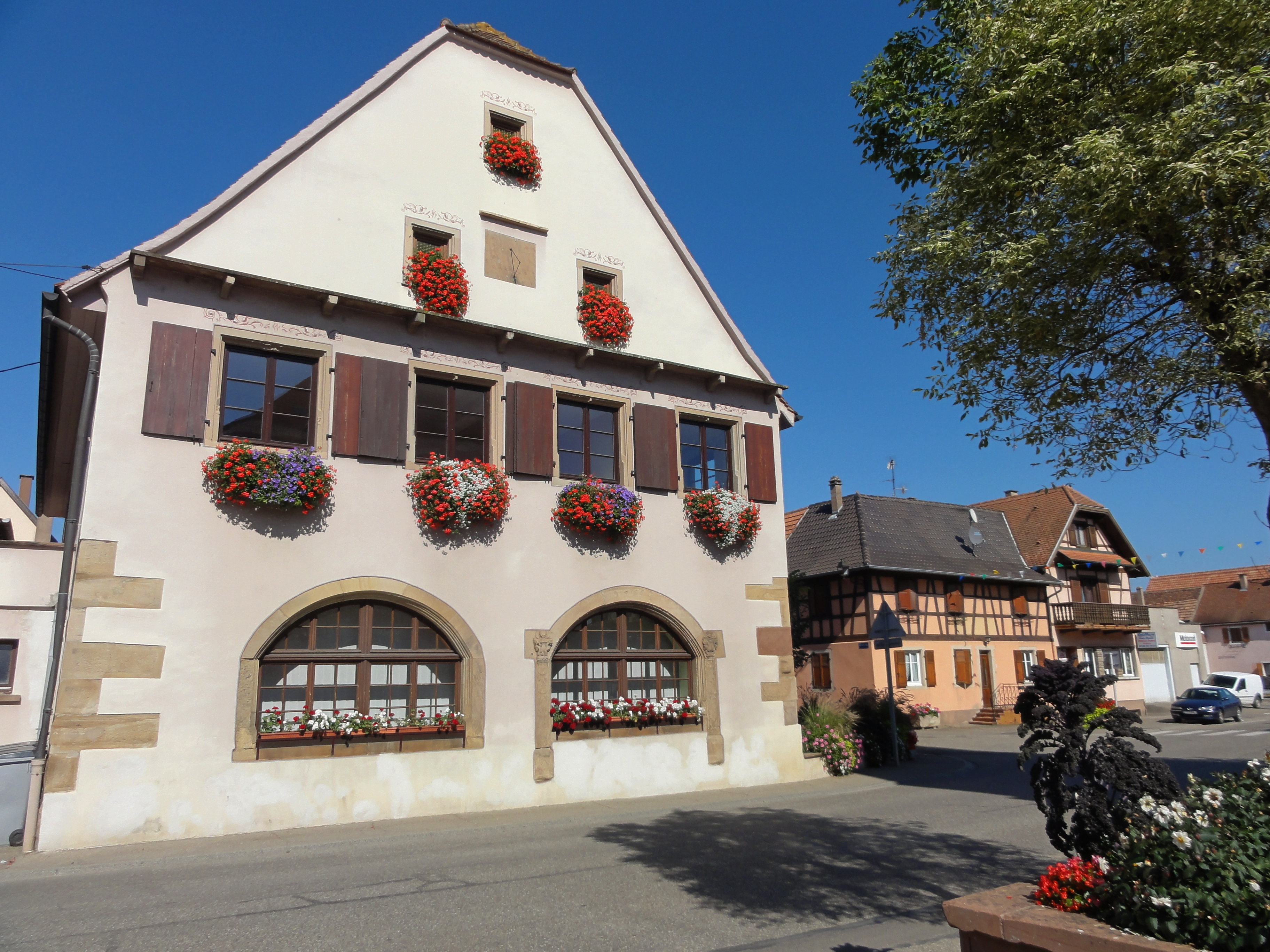
Mairie dite Laube (XVIe-XIXe), 1 rue de l'École.
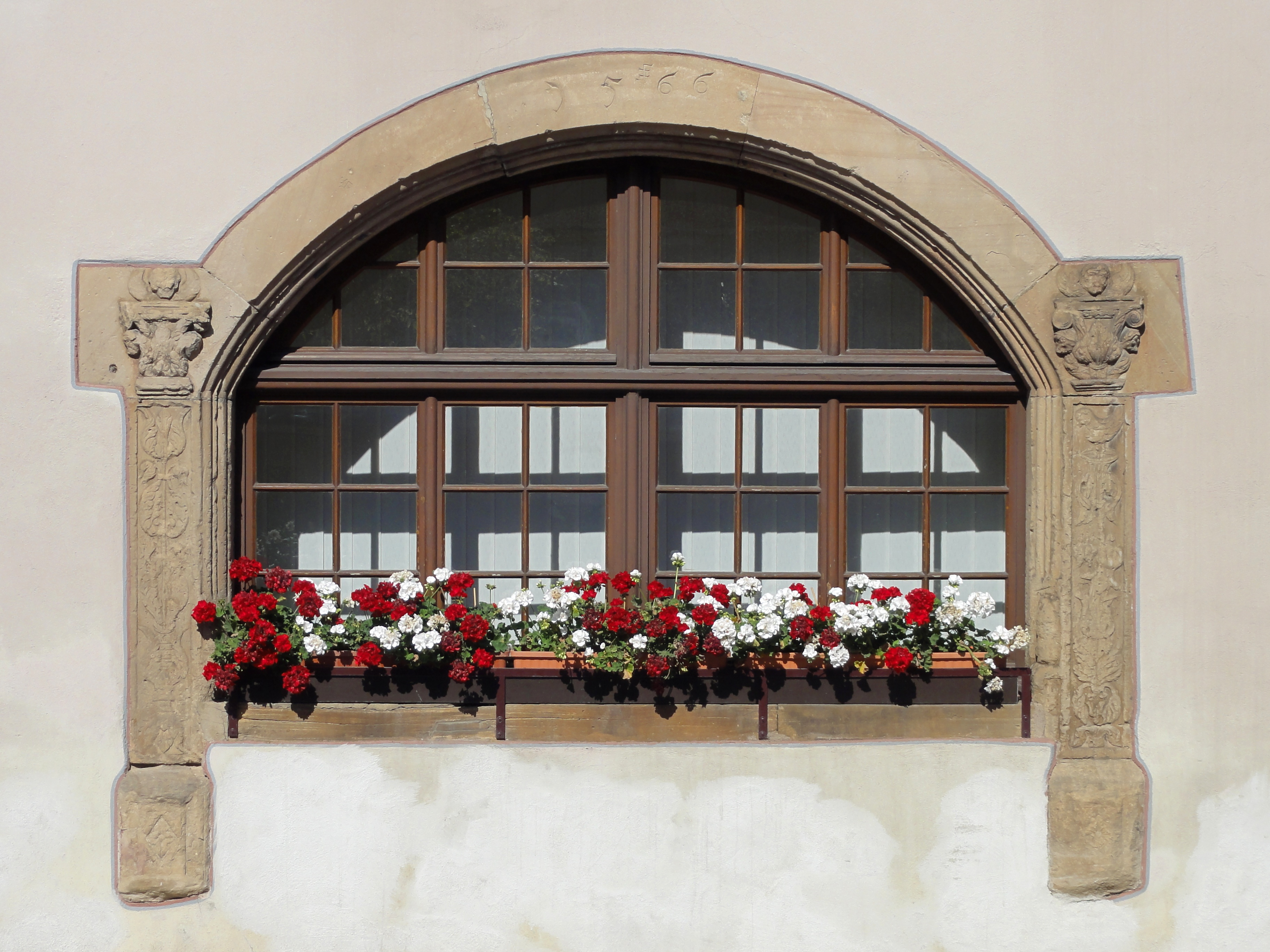
Encadrement de fenêtre de la mairie (1566).
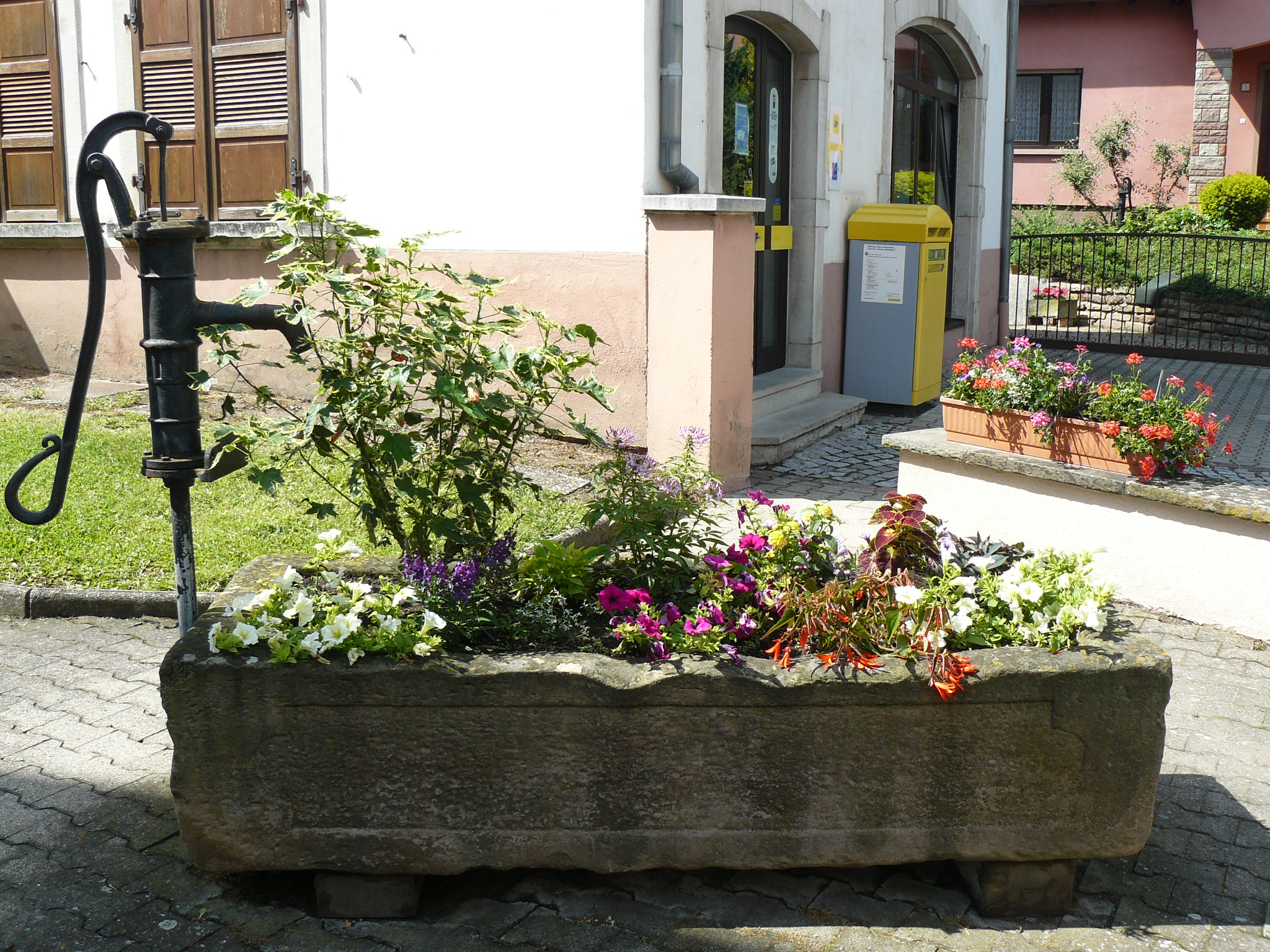
Petite fontaine avec une pompe près de la mairie.
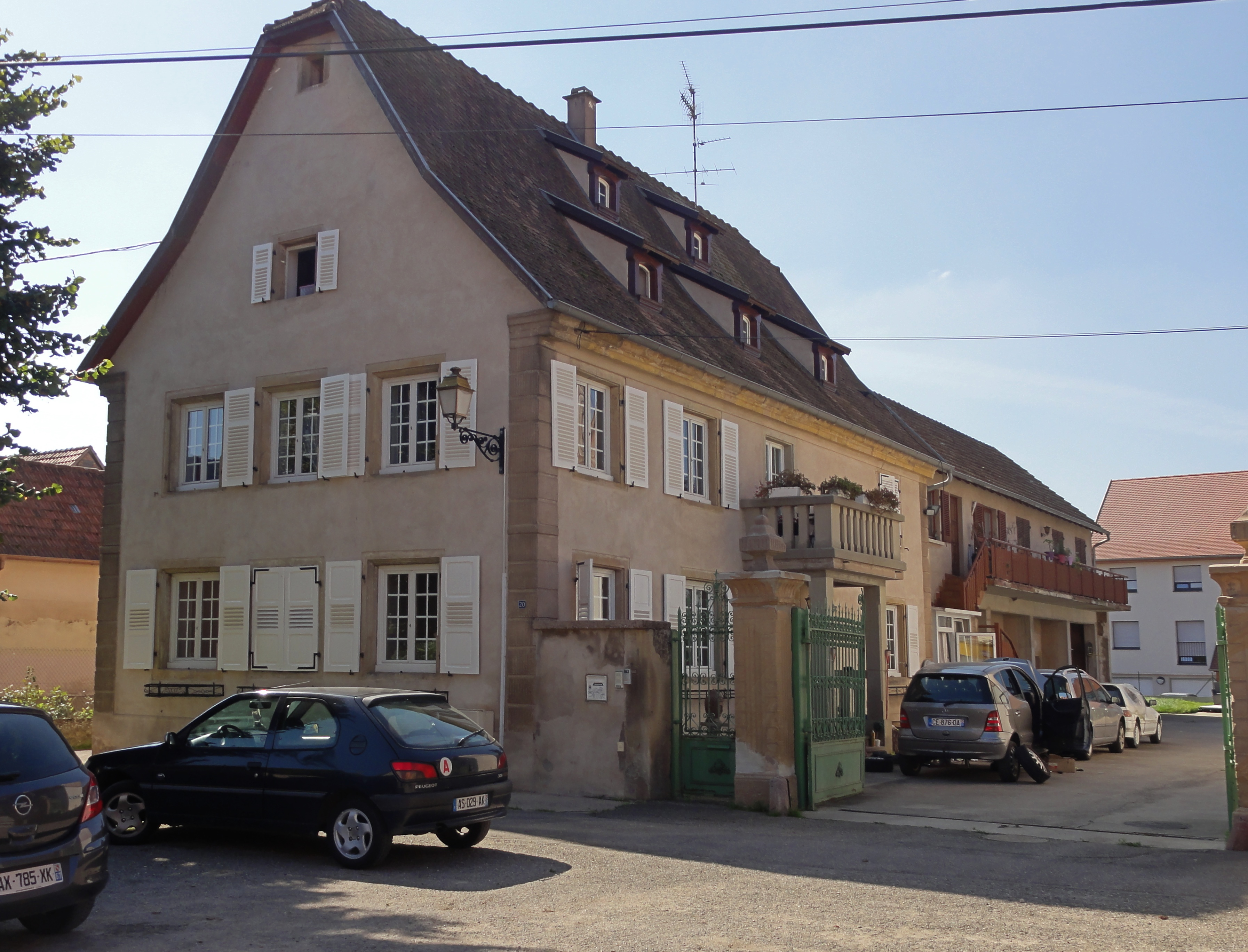
Ancienne ferme dite des Johannites (XVIIIe), 20 rue du Maréchal-Foch.
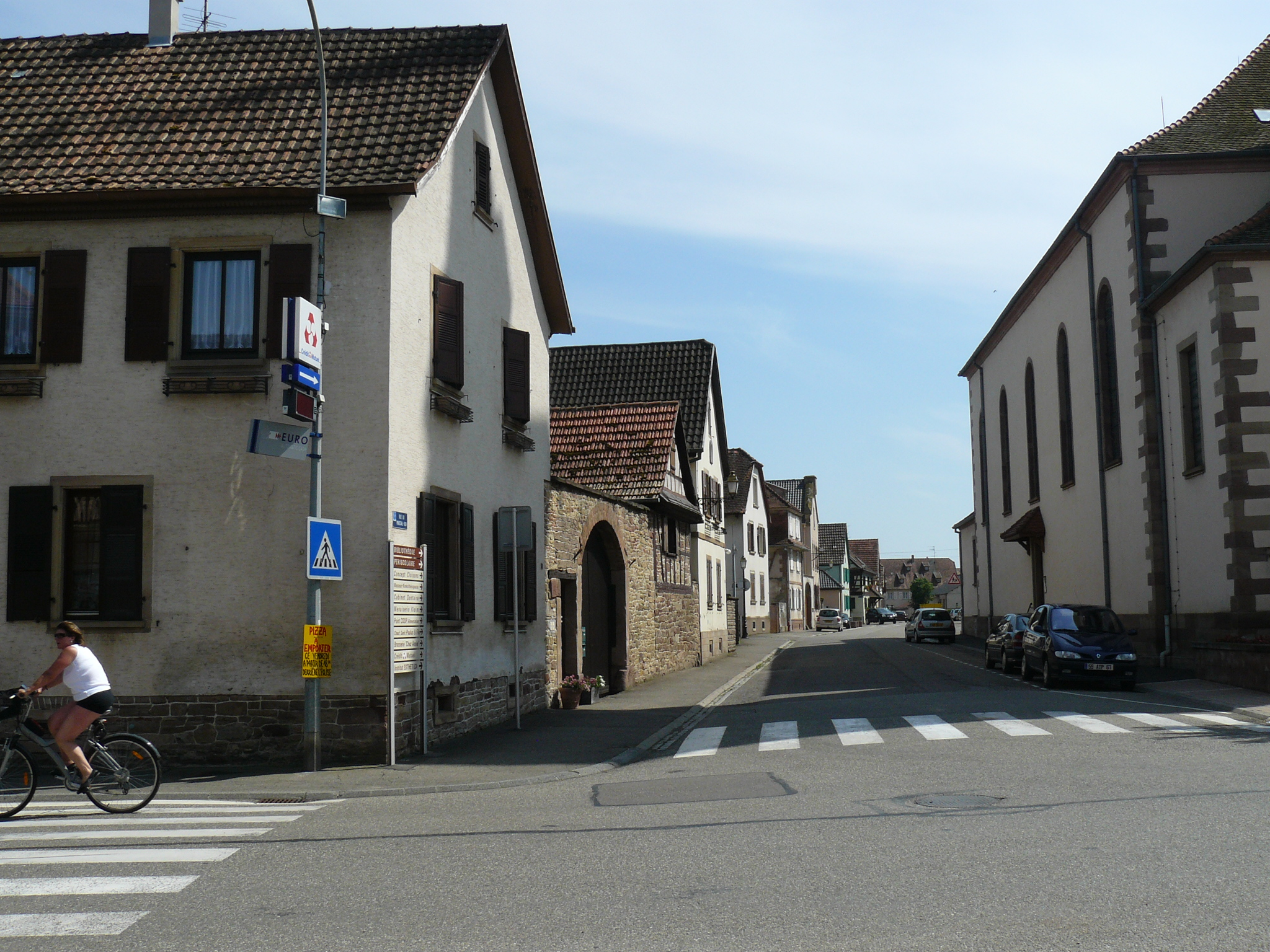
Rue menant à la chapelle du cimetière.
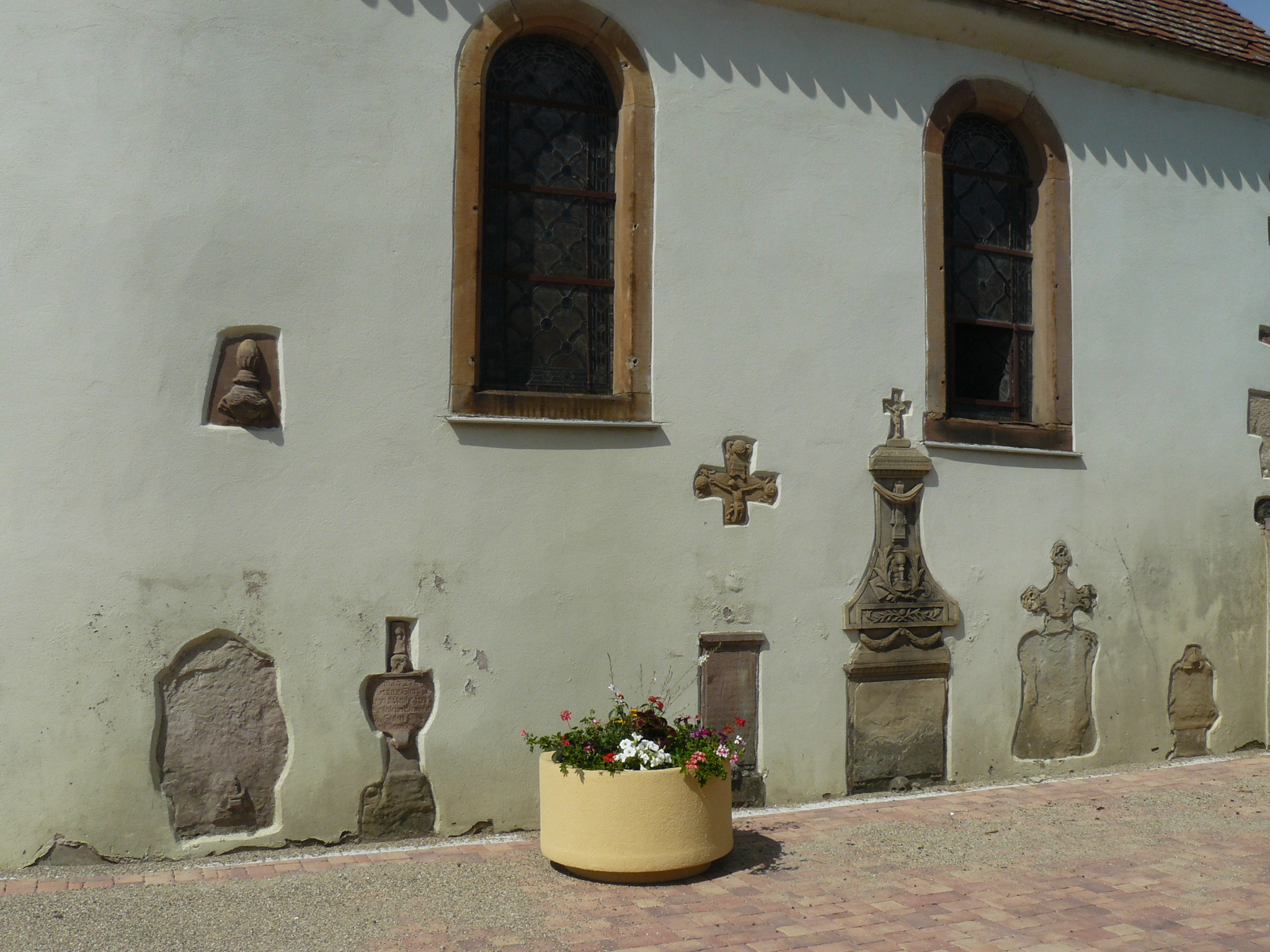
Pierres tombales incrustées sur les murs extérieurs de la chapelle du cimetière.
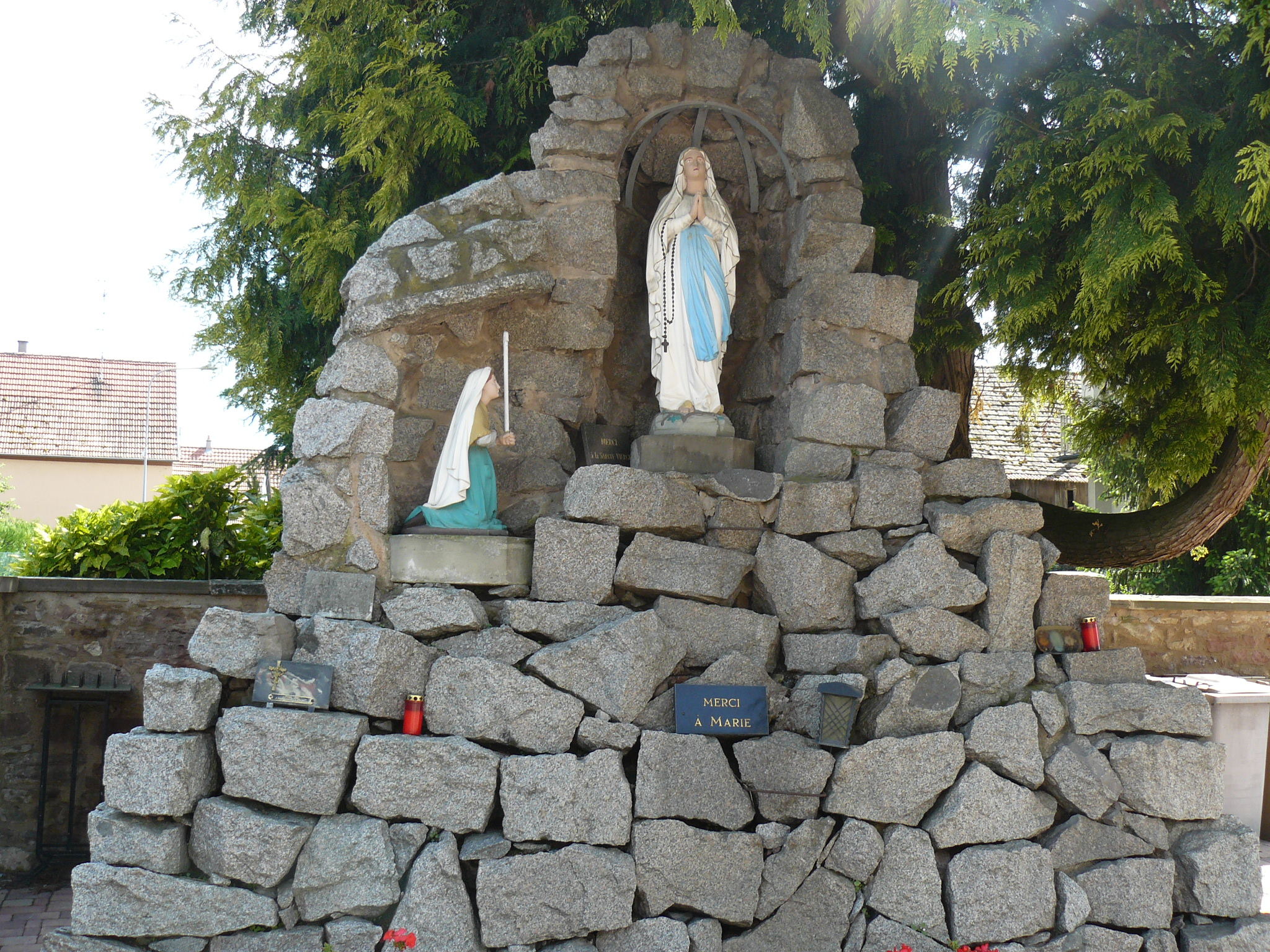
Grotte de Lourdes près de l'église.
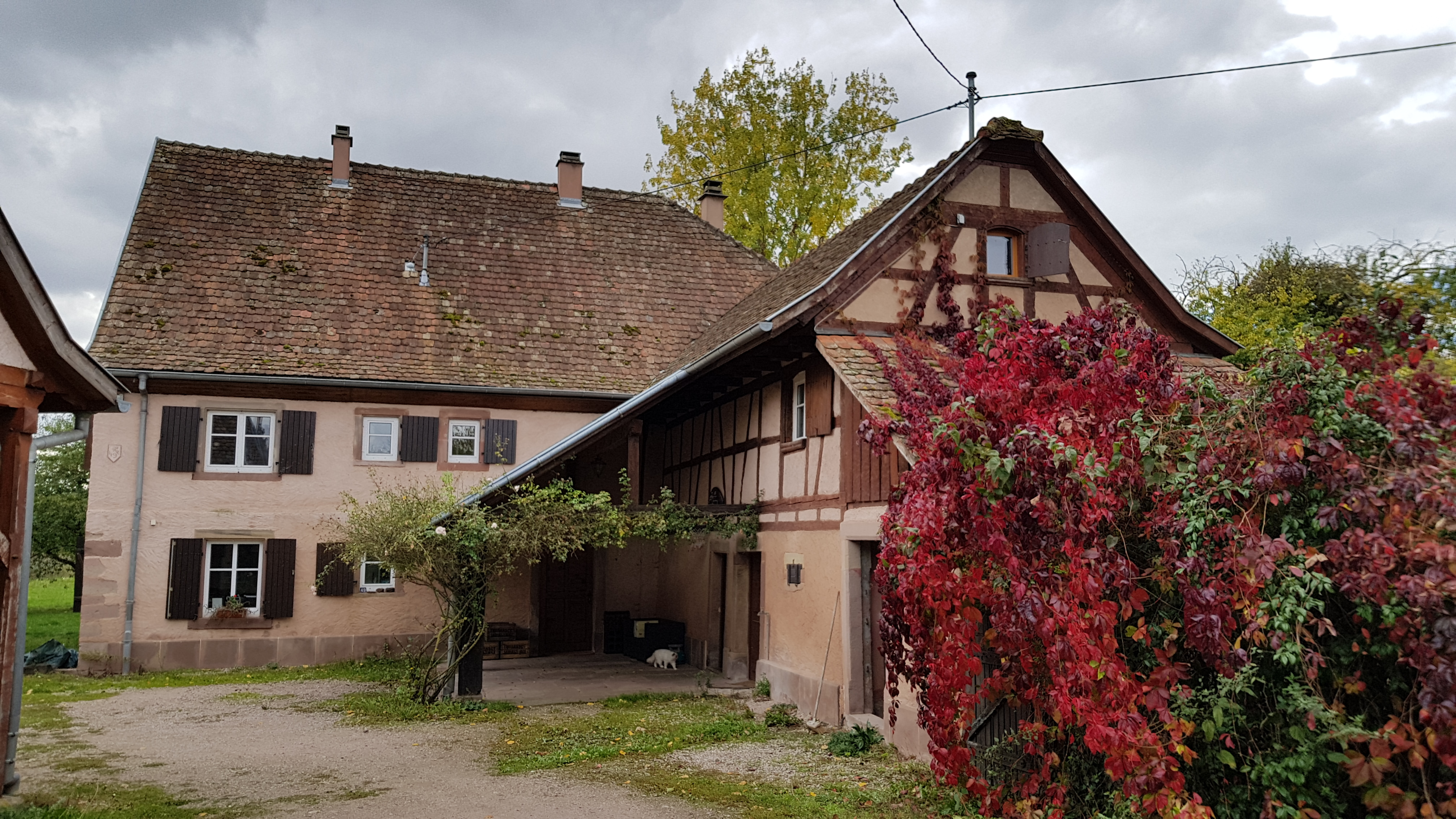
Le Moulin de Krautergersheim (1713).